# Нгуен, Токмак
Токмак Чол Нгуен (норв. Tokmac Chol Nguen; род. 20 октября 1993, Какума, Кения) — норвежский футболист кенийского происхождения, нападающий шведского «Юргордена».

## Клубная карьера
Нгуен — воспитанник клуба «Стрёмсгодсет». 28 августа 2011 года в матче против «Фредрикстада» он дебютировал в Типпелиге. В 2013 году Токмак помог клубу выиграть чемпионат. Для получения игровой практики Нгуен на правах аренды выступал за клубы «Берум» и «Мьёндален». В 2016 году он вернулся в обратно. 1 мая в матче против «Старта» Токмак забил свой первый гол за «Стрёмсгодсет». В начале 2019 года Нгуен перешёл в венгерский «Ференцварош». 20 апреля в матче против «МОЛ Фехервар» он дебютировал в чемпионате Венгрии. В этом же поединке Токмак забил свой первый гол за «Ференцварош». В составе клуба он дважды выиграл чемпионат. 28 октября 2020 года в матче Лиги чемпионов против киевского «Динамо» Нгуен забил гол.
25 марта 2024 года перешёл в шведский «Юргорден», с которым подписал двухлетний контракт.

## Достижения
Клубные
 «Стрёмсгодсет»
- Чемпион Норвегии — 2013

 «Ференцварош»
- Чемпион Венгрии (2) — 2018/2019, 2019/2020